# Petre P. Carp
Petre P. Carp, född 26 juli 1837 och död 19 juni 1919, var en rumänsk politiker.
Carp uppfostrades i Tyskland, verkade under flera år som diplomat och var en kort tid 1870 utrikesminister. Därefter grundade han ett nytt konservativt parti, de så kallade junimisterna som han ledde fram till 1912. 1888-89 var han åter jordbruksminister, 1900-01 och 1911-12 chef för två konservativa regeringar. Carp var lika avgjort för en anslutning till trippelalliansen som emot ett närmande till Ryssland. I Kronrådet 3 augusti 1914 var han den ende, som stödde kung Carols krav på Rumäniens anslutning till centralmakterna Tyskland-Österrike-Ungern.